# Paule Castaing
Paule Castaing, parfois surnommée Paulette Castaing, née le 14 mars 1911 à Nîmes (Gard) et morte le 9 août 2014 à Lyon (Rhône), est une cheffe cuisinière française, doublement étoilée au guide Michelin de 1964 à 1988 pour le Beau Rivage à Condrieu (Rhône).
Elle est considérée comme la dernière des mères lyonnaises.

## Biographie

### Jeunesse et formation
Paule Germaine Célina Penel naît à Nîmes de parents boulangers qui partent s'installer ensuite à Alboussière, en Ardèche. Paule Penel obtient son certificat d'études en 1923, puis son Brevet supérieur en 1924. En juin 1924, Paule Penel entre en apprentissage de cuisine avec Mademoiselle Cheynet à l’Hôtel Beau Séjour d'Alboussière. L'hôtel est ensuite racheté par Eugénie Castaing, veuve de Pierre Castaing. Paule Penel poursuit son apprentissage dans l’établissement avec le chef Chazotte, avec qui elle apprend les bases de la cuisine classique, puis avec les chefs Chauvin et Rambion. Plus tard, elle prend la responsabilité de la cuisine. Elle rencontre dans l'établissement Raymond Castaing, le fils d'Eugénie Castaing, élève à l'école hôtelière de Nice, qu'elle épouse à Porte-lès-Valence en 1933,.
Paule Castaing et Raymond Castaing sont amenés à faire des saisons d'hiver à Megève à partir de 1933. Pendant l'occupation, l'hôtel est réquisitionné par le régime de Vichy et le couple travaille pour un volailler à Villefranche-sur-Saône puis au restaurant Alaize, rue Royale à Lyon où Paule Castaing est en cuisine tandis que son mari est Maître d'hôtel,. Dans cette même rue est installée la Mère Brazier, chez qui Paule Castaing avait refusé un emploi.

### LeBeau Rivage
En 1946, Eugénie Castaing revend l'hôtel Beau Séjour d’Alboussière et achète pour Raymond et Paule Castaing des parts d’un petit hôtel-restaurant des bords du Rhône, la Maison du pêcheur à Condrieu, qui est transformé en établissement plus haut de gamme rebaptisé le Beau Rivage,.
Le Beau Rivage devient une étape privilégiée sur l’axe Paris-Côte d’Azur et reçoit des personnalités telles que Sacha Guitry, René Clair, Charles Vanel ou le publicitaire Jean Mineur.
Paule Castaing donne naissance à une fille, nommée Danièle, en 1950.
En 1955 l'hôtel-restaurant entre dans la jeune chaîne des Relais de Campagne. Beau Rivage devient Relais Gourmand en 1966.
Paule Castaing reçoit une première étoile au Guide Michelin en 1956, puis une deuxième en 1964, qu'elle conserve jusqu'en 1988, date à laquelle elle prend sa retraite, à soixante-dix-sept ans. Veuve depuis 1984, elle se retire à Lyon pour vivre auprès de sa fille Danièle.
De 1998 à 2000, Paule Castaing travaille de nouveau en cuisine à la Brasserie de l’Opéra, rue de l’Arbre-Sec à Lyon, établissement tenu par sa fille. En janvier 2011, elle entre en maison de retraite à Vaise. Lors de son centième anniversaire, Paul Bocuse lui rend hommage.
On la trouve citée sous le surnom de « mère Castaing », « mamie Castaing » ou « mamie Paulette ».
Le chef Alain Alexanian (futur étoilé avec l'Alexandrin)  ainsi que Michel Del Burgo a été formé chez Paule Castaing.

## Distinctions
- Palme de la Courtoisie en 1983
- Chevalier dans l'Ordre du Mérite touristique en 1986
- Diplôme d'Honneur des Toques Blanches Lyonnaises en 1986